# Hillsboro (Virginia Occidentale)
Hillsboro è un comune degli Stati Uniti d'America, situato nello Stato della Virginia Occidentale, nella contea di Pocahontas.